# Trifon Grekov
Trifon Kostadinov Grekov (în bulgară și macedoneană Трифон Костадинов Греков; n. 1 august 1893, Giannitsa, Imperiul Otoman – d. 9 iunie 1973, Gevgelija, Opština Gevgelija, Macedonia de Nord), născut Trăpce Gărkov (în bulgară Тръпче Гърков) dar cunoscut și ca Trifun Grekovski (în macedoneană Трифун Грековски) sau Trifun Greković (în sârbă Трифун Грековић), a fost un medic macedonean, activist politic emigrant în timpul și după Primul Război Mondial și partizan macedonean în timpul celui de-Al Doilea Război Mondial.

## Biografie
Trăpce Gărkov s-a născut în orașul otoman Yenice-i Vardar, în prezent Giannitsa, Grecia. Tatăl său a fost unul dintre bulgarii⁠(d) proeminenți din oraș și membru al Organizației Revoluționare Macedonene Interne⁠(d), deopotrivă cu alți membri ai familiei sale.
A absolvit Liceul bulgar pentru băieți⁠(d) din Salonic în 1913 și a plecat în Elveția în timpul celui de-Al Doilea Război Balcanic. S-a stabilit la Geneva, unde a studiat între 1914 și 1920 la Facultatea de Medicină. Împreună cu alți studenți macedoneni, a fondat Societatea Academică „Macedonia”. După absolvire, a rămas în Elveția timp de mai mulți ani, lucrând ca medic și manifestând activism politic pentru o Macedonie independentă⁠(d).
La Geneva, Grekov a fost membru al Biroului Internațional pentru Apărarea Popoarelor Indigene și secretarul comisiei pentru Macedonia a acestui birou.:p. 76 În iunie 1921, i-a înmânat o petiție lui Helmer Rosting la Secretariatul Ligii Națiunilor, pe care Rosting a salutat-o ca fiind informativă. A trimis o telegramă de felicitare congresului fondator al Organizației Federative Macedonene⁠(d), desfășurat în decembrie 1921 la Sofia, și s-a alăturat acestei organizații, semnând mai multe articole în „Macedonia Autonomă”.:p. 76 De asemenea, a călătorit la Lausanne, unde la sfârșitul anului 1922-începutul anului 1923 a avut loc o conferință internațională, cu scopul de a prezenta problema macedoneană. În acest scop, a reușit să se întâlnească la Lausanne cu reprezentanți italieni, americani și englezi.:p. 155-156 De asemenea, a făcut parte dintr-un grup de federaliști care s-au adunat la Viena la sfârșitul anului 1923-începutul anului 1924 și au format un departament juridic al organizației. Acest grup a început să publice ziarul „Conștiința macedoneană”, în care Grekov și-a publicat în 1924 eseul intitulat „O scurtă istorie a Macedoniei”.
La mijlocul anilor 1920 s-a întors în regiunea Macedoniei și s-a stabilit în Ghevghelia, pe atunci în Regatul Iugoslaviei, unde a lucrat ca singurul medic din oraș. El a ținut un discurs la o demonstrație organizată de autoritățile din Ghevghelia împotriva politicii de asimilare a „minorității sârbe” din Grecia, adică a „slavilor macedoneni” așa cum erau văzuți de Belgrad. În 1936, lui Grekov i s-a alăturat tânărul doctor Dimitar Micev și cei doi deserveau în calitate de medici întreaga populație a orașului, precum și a localităților învecinate, precum Valandovo, Bogdanți⁠(d), Dojran⁠(d) și Miravți⁠(d). În timpul celui de-al Doilea Război Mondial, Grekov a fost mobilizat ca medic militar⁠(d) în armata bulgară la Bitola și Kumanovo.
La mijlocul lunii august 1944, Grekov a dezertat și s-a mutat în satul Jegliane⁠(d), controlat de partizani și situat într-o zonă deluroasă la nord-est de Kumanovo. Acolo a organizat un adăpost pentru partizanii răniți și bolnavi. Până la sfârșitul războiului, a lucrat la spitalul partizan din Mănăstirea Prohor Pčinjski⁠(d). În 1945, când Macedonia a devenit una dintre republicile Iugoslaviei socialiste, a fost trimis la Bitola pentru a organiza serviciul de sănătate. În 1951, a fost transferat la muncă în Veles. S-a întors la Ghevghelia în 1954 și a lucrat acolo ca medic până la ieșirea la pensie în 1962. A murit în același oraș în 1973.

## Convingeri

Propunerea lui Grekov de drapel al viitorului stat Macedonia

În prima jumătate a anilor 1920, Grekov s-a autoidentificat drept bulgar macedonean⁠(d), dar ținând cont de faptul că Macedonia era locuită de oameni de diferite etnii și confesiuni religioase și că din 1913 era împărțită între Grecia și Serbia, care aveau o politică agresivă de asimilare a populației locale, el a considerat că interpretarea problemei macedonene drept una bulgară a început să fie dăunătoare și, în schimb, a propus ca regiunea Macedoniei să devină un stat independent de statele balcanice vecine, chiar și de Bulgaria.
În această privință, el a redactat un proiect de constituție pentru o viitoare Macedonie independentă, bazată pe constituția elvețiană, subliniind că diversitatea acestei țări occidentale este similară cu cea a Macedoniei și, prin urmare, a pledat pentru conceptul de „Elveția Balcanilor”, adică unirea macedonenilor într-un singur stat, în ciuda diferențelor lor etnice și religioase. Contribuind la cauza Macedoniei independente, a scris un articol despre simbolurile unui astfel de viitor stat. El a căutat să demonstreze descendența macedonenilor moderni din Alexandru cel Mare și Chiril și Metodiu, cele mai importante figuri istorice originare din regiunea Macedoniei.